# Racovița (Brăila)
Racovița is een Roemeense gemeente in het district Brăila.
Racovița telt 1277 inwoners.